# Exames pélvicos sob anestesia

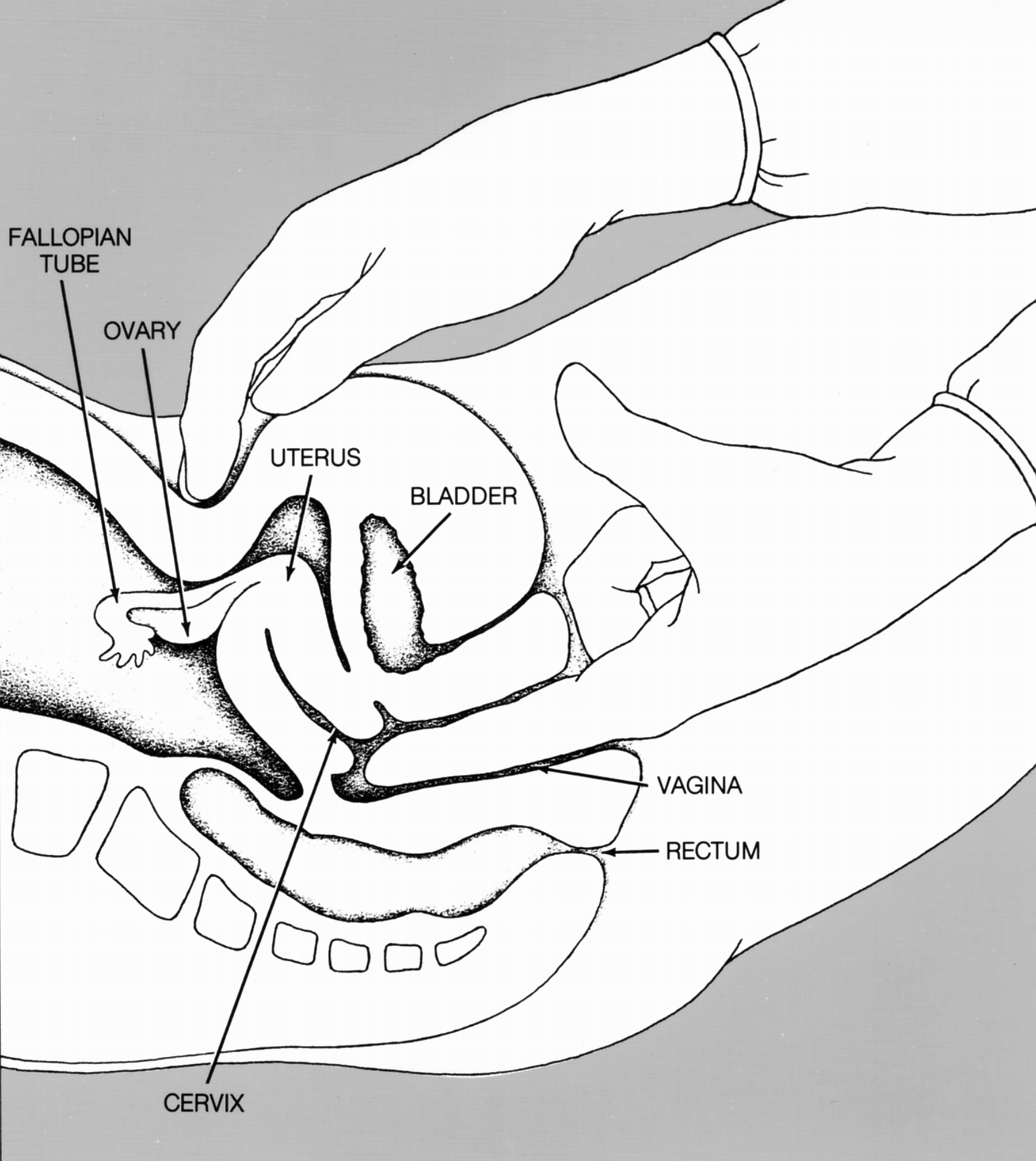
Desenho mostrando palpação bimanual como parte de um exame pélvico

Exames pélvicos sob anestesia realizados por estudantes de medicina sem consentimento explícito podem ser ocasionalmente efetuados para ensinar estudantes de medicina como realizar exames pélvicos. Normalmente, são realizados durante cirurgias ginecológicas, embora não se limitem a essa situação.
Em 2024, o Departamento de Saúde e Serviços Humanos federal dos Estados Unidos proibiu que hospitais realizassem exames de mama, pélvicos, de próstata e retais não consensuais para "fins educativos e de treinamento" por estudantes de medicina, enfermeiros ou assistentes médicos. Hospitais que não obtenham consentimento explícito podem ser considerados inelegíveis para participar dos programas Medicare e Medicaid e ficar sujeitos a multas e investigações por violarem as leis de privacidade dos pacientes.
Estudantes de medicina do primeiro ano consideram tais exames mais moralmente problemáticos do que aqueles que concluíram estágios clínicos em Obstetrícia e ginecologia, um exemplo de um fenômeno conhecido como erosão ética.

## Frequência
Um estudo realizado em 2003 constatou que 90% dos estudantes de medicina da Pensilvânia haviam efetuado exames pélvicos em pacientes sob anestesia durante sua rotação em ginecologia. Um estudante de medicina descreveu a prática: "por 3 semanas, de quatro a cinco vezes ao dia, fui solicitado a, e realizei, exames pélvicos em mulheres sob anestesia, sem consentimento específico, exclusivamente para fins educacionais."
Um estudo de 2022 envolvendo seis escolas de medicina americanas constatou que, dos 84% dos estudantes de medicina que haviam realizado exame(s) pélvico(s) sob anestesia, 67% afirmaram que nunca ou raramente testemunharam a obtenção de consentimento explícito para que um estudante efetuasse o exame pélvico sob anestesia. É possível que tal consentimento tenha sido obtido quando o clínico apresentou uma discussão sobre os procedimentos a serem realizados, juntamente com os riscos, benefícios e alternativas; essa discussão normalmente ocorre em uma consulta pré-operatória.
Alguns estudantes relataram sofrer pressão de seus superiores para realizar os exames. Os estudantes relataram acreditar que "não tinham autonomia pessoal para se opor à realização de exames pélvicos sob anestesia que consideravam não terem sido consentidos."

## Apoio
O New York Times constatou que "os médicos frequentemente argumentavam que os pacientes consentiam implicitamente em serem integrados ao ensino médico ao visitarem um hospital universitário, ou que o consentimento para um procedimento ginecológico abrangia o consentimento para quaisquer exames adicionais e relacionados."
Algumas pessoas expressaram a crença de que, se o consentimento fosse solicitado, os estudantes de medicina não conseguiriam adquirir experiência na realização de exames pélvicos; entretanto, a maioria das mulheres entrevistadas afirmou que consentiria com tais procedimentos. Uma perspectiva utilitarista sustenta que o benefício educacional e o consequente benefício para futuros pacientes são inestimáveis.
Outros se opuseram às proibições para preservar a autonomia institucional e evitar o excesso de intervenção governamental.

## Oposição
Nas redes sociais, foi criada uma hashtag, #MeTooPélvico. Pessoas descreveram os exames como violadores e traumatizantes. Eles foram descritos como agressão sexual e uma comparação com o Estupro foi feita devido à penetração digital sem consentimento.
A Associação dos Professores de Ginecologia e Obstetrícia recomenda que os exames pélvicos sejam realizados somente com consentimento explícito.
Um estudo de 2022 com estudantes de terceiro e quarto ano da Escola de Medicina da Universidade de Pittsburgh constatou que 75% dos estudantes acreditavam que deveria ser obtido consentimento explícito para exames pélvicos educativos sob anestesia.

## Legalidade

### Estados Unidos
A prática foi proibida pela primeira vez na Califórnia em 2003, seguida por Illinois, Virgínia, Oregon, Havaí, Iowa, Utah e Maryland nos anos subsequentes. Em 2019, ela ainda era legal em 42 estados, embora algumas escolas de medicina, como a Harvard, tivessem implementado proibições. Em 2023, mais de 20 estados haviam promulgado proibições para tais exames. Em 2024, o Departamento de Saúde e Serviços Humanos proibiu que hospitais realizassem exames de mama, pélvicos, de próstata e retais não consensuais para "fins educativos e de treinamento" por estudantes de medicina, enfermeiros ou assistentes médicos. Hospitais que não obtenham consentimento explícito podem ser considerados inelegíveis para participar dos programas Medicare e Medicaid e podem ficar sujeitos a multas e investigações por violarem as leis de privacidade dos pacientes. Adicionalmente, o Escritório de Direitos Civis anunciou que estava investigando denúncias de que informações de saúde de pacientes haviam sido divulgadas a estagiários médicos em violação da Lei de Portabilidade e Responsabilidade dos Seguros de Saúde de 1996 Privacy Rule.

### França
Em 2015, foi revelado que alguns médicos utilizavam pacientes sob anestesia geral como ferramentas de ensino para seus estudantes, realizando exames retais e vaginais sem consentimento. Os críticos mais veementes foram um grupo de cinquenta médicos, feministas e assistentes sociais que redigiram uma carta aberta ao governo francês exigindo o fim da prática. Em resposta às revelações, o Ministro da Saúde Marisol Touraine solicitou um relatório oficial dos reitores das escolas de medicina dos hospitais de ensino. O relatório constatou que um em cada três exames pélvicos realizados por estudantes do primeiro ano, e um em cada cinco conduzidos por estudantes de anos posteriores, foram efetuados sem o consentimento do paciente. Em 2016, Touraine introduziu novas regras proibindo exames em pacientes inconscientes sem consentimento. O presidente Jean Marty, da federação de ginecologistas e obstetras, afirmou que as novas regras eram "disruptivas" para os pacientes e Bernard Hédon, chefe do colégio nacional de ginecologistas e obstetras, classificou-as como "puritanismo".